# Народна скупштина Србије у Нишу 1878—1879.
Редовни сазив Народне скупштине за 1878. био је одржан у Нишу од 21. новембра 1878. до 20. јануара 1879.

## Скупштина у Нишу 1878—1879.
Први избори за Народну скупштину, после прогласа независности Србије, извршени су у целој земљи 29. октобра 1878. Право избора народних посланика дато је и новоослобођеним крајевима, иако су за те крајеве важиле сасвим друге управне одредбе. Бирано је у целој земљи 129 посланика. Кнез је имао право да наименује још 43 посланика, тако да је нова Народна скупштина, сазвана за 21. новембар 1878. у Ниш, имала у свему 172 посланика. Претежну већину на изборима добили су либерали. За председника Народне скупштине, од шест лица која је Скупштина изабрала и предложила, Кнез је поставио Тодора Туцаковића, a за потпредседника Вују Васића, док је Скупштмна за секретаре изабрала Симу Живковића, Аксентија Ковачевића, Пантелију Срећковића и Ђорђа Ж. Ђорђевића.
Седнице Народне скупштине одржаване су у згради старе основне школе код Саборне цркве у Нишу. 23. новембра Скупштина је отпочела рад Кнежевом Беседом којом Кнез, на свечан начин, поздравља Народну скупштину, a нарочито посланике из новоослобођених крајева. Кнез је нагласио да после уопешно завршенога рата наступа време мира, у коме ће народно представништво имати да развије пуну своју делатност. У својој Адреси Скупштина благодари Кнезу на топлим жељама и подвлачи своју жељу да влада прихвати све оне предлоге и потребе народне, које народно представништво буде поднело.
Законодавни рад ове скупштине био је велик и многострук. До 20. јануара 1879. г. када је закључена, ова Скупштина донела је следеће законе: * закона о подизању споменика Кнезу Михаилу; закон којим се изградња просторија за Народну скупштину одлаже за боље време; закон о српским народним новцима; закон о механама; закон о уређењу Министарства грађевина; закон о подели присаједињеног земљишта на округе и срезове; ** закона о трошарини на пиво; *** закона о скеларини за дринске царинарнице; закон о преносу контролног оделења из Мин. војске на Главну контролу; закон о водама и њиховој употреби; закон о суђењу и законима по којима ће се судити у присаједињеним крајевима; закон о постављању по једног судије у окружним судовима за присаједињене пределе; закон о продужењу плаћања у грађанским потраживањима за ратне страдалце; закон о буџету прихода и расхода за рачунску 1879 годину; ** закона о пороти; * закона о Касационом суду; ** закона о казнителном закону; ** закона о устројству царинарнице; закон о дипломатским представништвима на страни; * закона о шумској уредби; ** закона у устројству Министарства војске; закон о изменама и допунама закона о печатњи; *** тачке 4 члана 5 закона о пензионом фонду чиновника; закон о уређењу више женске школе; закон за одређивање комисија које ће испитивати имовно стање у присаједињеним пределима; ** судског поступка; закон о изворима за одужење дуга учињеног у рату за ослобођење и независност; закон о устројству оружног фонда; закон о ванредним државним расходима и приходима за 1879 рачунску годину.